# Rheine
Rheine je město v německé spolkové zemi Severní Porýní-Vestfálsko. Je největším městem zemského okresu Steinfurt ve vládním obvodu Münster. Rheine leží na řece Emži přibližně 40 km severně od Münsteru, asi 45 km západně od dolnosaského města Osnabrücku a 45 km východně od nizozemského města Enschede. V roce 2012 zde žilo přes 73 tisíc obyvatel.

## Historie
První známky osídlení oblasti dnešního Rheine sahají až do období mladší doby kamenné. Archeologické nálezy vykazují známky osídlení přibližně z období 3200 let před naším letopočtem. Další vykopávky, nalezené v městské části Altenrheine, jsou datovány do období asi 600–500 let před naším letopočtem. V období raného středověku byla oblast osídlena germánským kmenem Sasů. Kmen obýval v 5. století oblast východně od řeky Emže. Tomu napovídají také názvy sídel, které jsou zakončeny na -dorf, například Enschendorf nebo Gellendorf. Západní část města, vlevo od řeky Emže, ve které se dnes nachází převážně centrum města, byla až do 8. století neobydlena. To bylo dáno především bažinatým terénem a kamenitou půdou. Od 9. století, kdy docházelo k franské kolonizaci, byla obydlena také část města západně od řeky Emže. Během saských válek nechal franský král Karel Veliký vybudovat nedaleko Rheine královské panství Villa Reni, které sloužilo jako obrana Franků před kmenem Sasů. V dnešní době je raně středověké panství součástí historického jádra města. První zmínka o Villa Reni pochází z roku 838, kdy bylo zmíněno v listinách krále Ludvíka I. Pobožného. Samotné město Rheine, ovšem pod názvem Hreni, bylo poprvé zmíněno v roce 853. V letech 995 a 1002 je pak zmiňováno pod názvem Hreini a potvrzuje existenci kláštera Herford. Dochované dokumenty vykazují silný populační růst obyvatelstva v 11. století. V průběhu 13. a 14. století doznalo město většího významu, když přes něj vedla obchodní stezka do východofríského města Emden. Rheine se v tomto období stalo součástí biskupství v Münsteru. V roce 1314 je Rheine označováno jako oppidum, což vykazuje, že se v této době jednalo již o opevněné město. V roce 1327 získalo Rheine městská práva. Kolem roku 1400 začala výstavba kostela v pozdně gotickém slohu. Jeho stavba byla dokončena až o 120 let později, v roce 1520. V 16. století zasáhla město reformace. Město hrálo svou roli také během osmdesátileté války v 16. a 17. století. V roce 1589 se jej pokusili obsadit španělští vojáci, ale neuspěli. V 17. století bylo Rheine obléháno během třicetileté války. V roce 1759 zasáhl město požár, který poničil řadu budov. V roce 1815 bylo Rheine začleněno do pruské Provincie Vestfálsko. V 19. století měl pro město význam především textilní průmysl. Roku 1855 bylo Rheine propojeno s Osnabrückem železnicí a o rok později byla dokončena také železnice do města Emden. V roce 1899 byl stavebně dokončen kanál Dortmund-Emže. Do roku 1927 žilo ve městě přibližně 10 tisíc obyvatel, ale po přičlenění několika obcí vzrostl počet obyvatel na hodnotu přes 27 tisíc. V období druhé světové války bylo město několikrát bombardováno spojeneckými vojsky. Po válce se stalo součástí britské okupační zóny Německa a bylo začleněno do spolkové země Severní Porýní-Vestfálsko. V roce 1975 byly k městu přičleněny obce Ems, Elte a Mesum a počet obyvatel vzrostl na 71 tisíc.

## Partnerská města
- Borne, Nizozemsko (od roku 1983)
- Bernburg, Sasko-Anhaltsko, Německo (od roku 1990)
- Leiria, Portugalsko (od roku 1996)
- Trakai, Litva (od roku 1996)

## Galerie

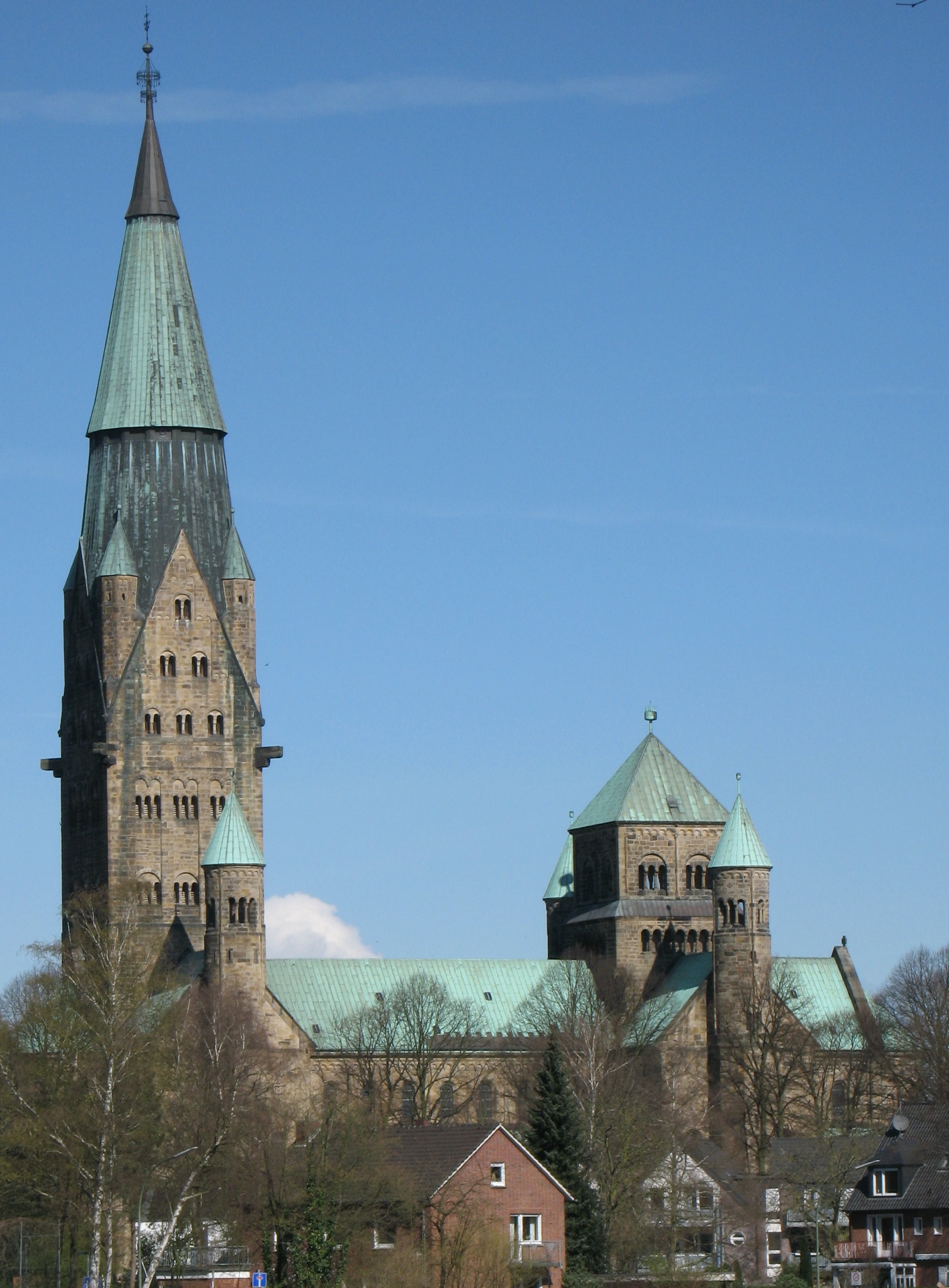
Bazilika svatého Antonína
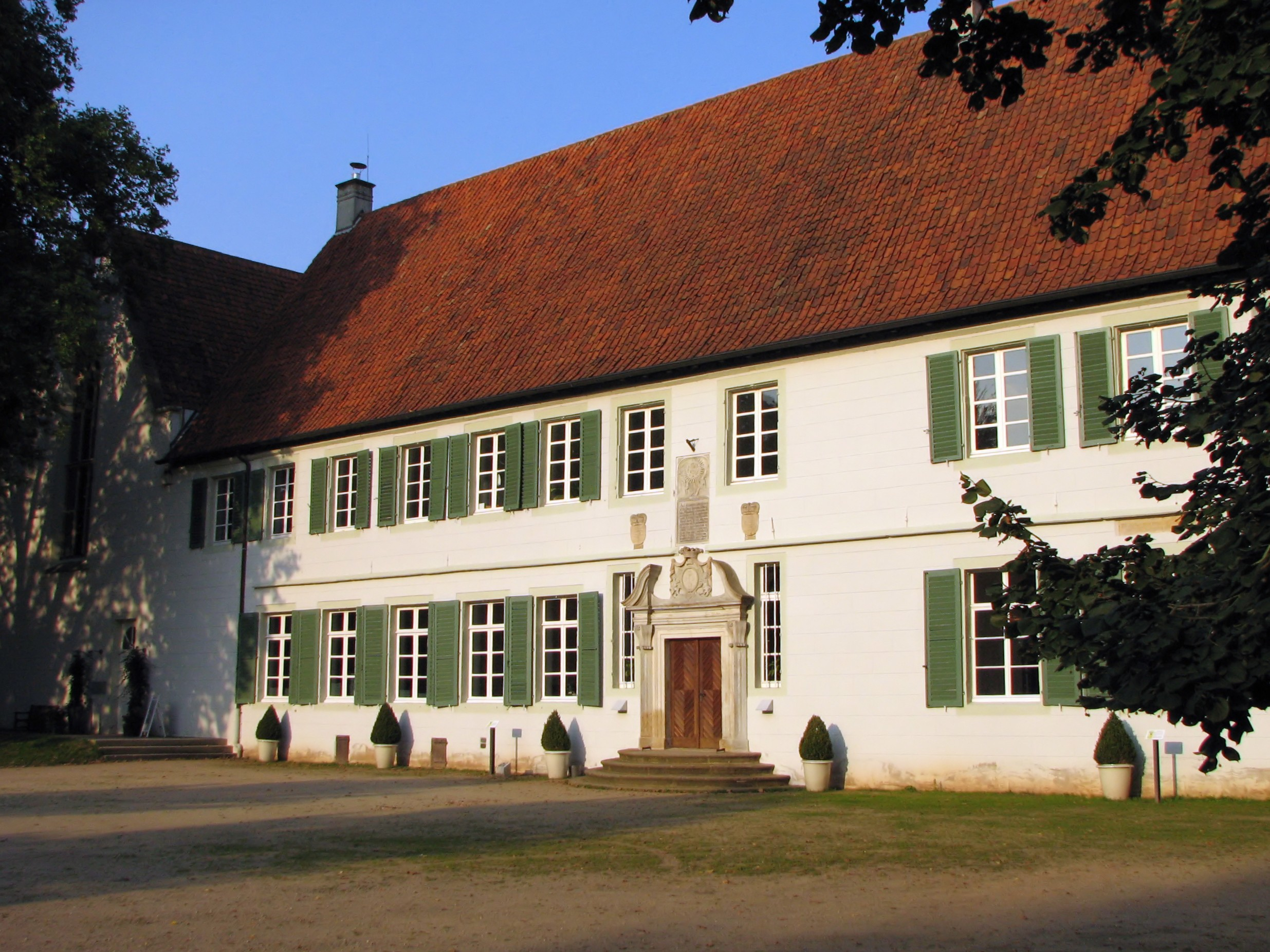
Klášter Bentlage
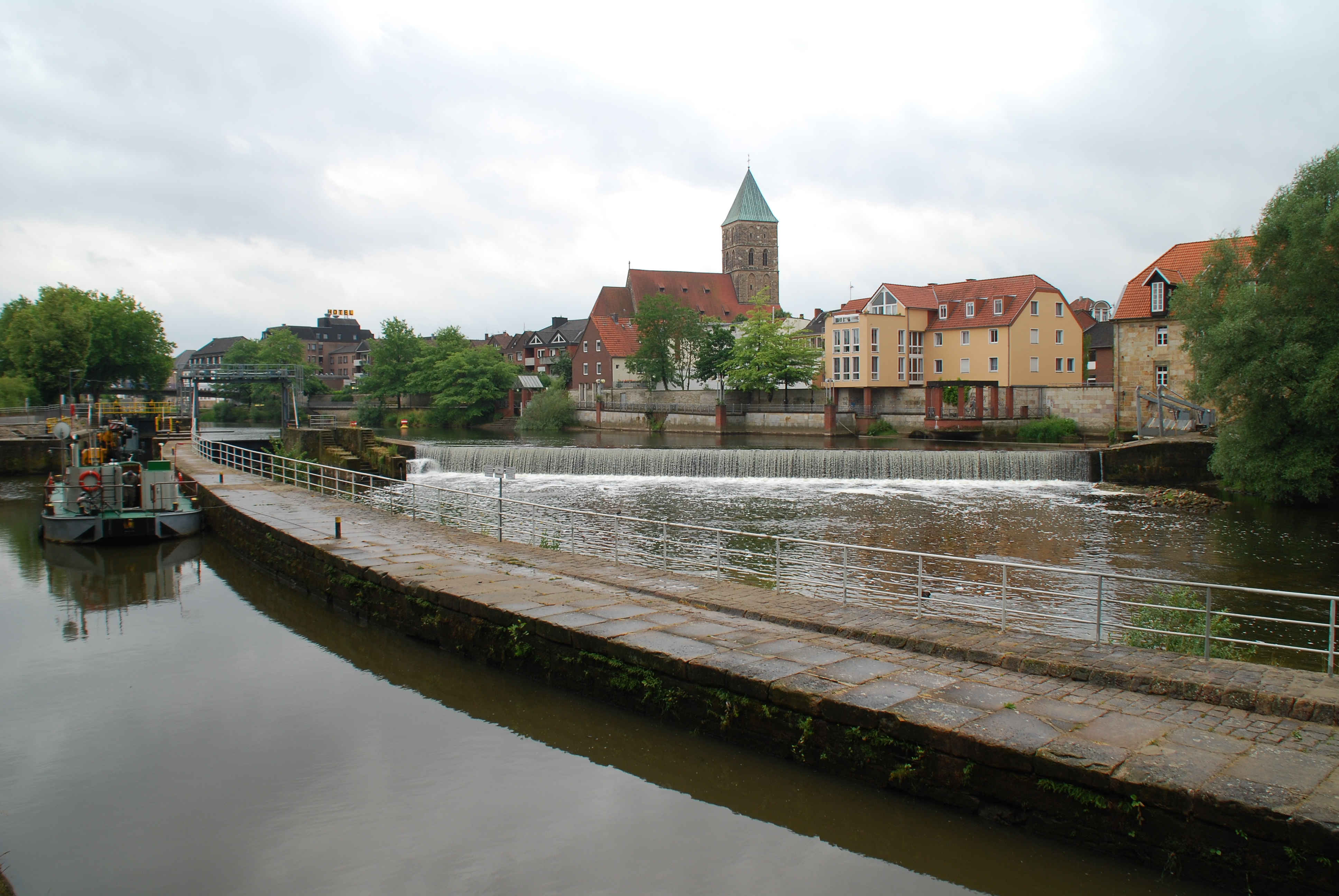
Řeka Emže v Rheine